# Euhyboma
Euhyboma là một chi bọ cánh cứng thuộc họ Scarabaeidae.